# Selbold-Gelnhausen
Die Grafen von Selbold-Gelnhausen waren ein mittelalterliches Adelsgeschlecht, das in salischer Zeit vor allem im Kinzigtal nachweisbar ist.

## Geschichte
Die früheste Erwähnung steht im Zusammenhang mit der Gründung des Klosters Selbold im Jahr 1108 durch den Grafen Dietmar von Selbold. Dietmar fiel 1115, nach anderen Angaben 1130, in der Schlacht am Welfesholz. In den folgenden Jahren sind, meist als Zeugen in Urkunden „Thidericus (comes) de Geilenhusen“ (1133), „Egbertus (comes) de Geilnhusen“ (1151) und „Ditmarus Gelnhusensis comes“ (1158) nachweisbar. Möglicherweise wurde schon bald nach der Klostergründung eine Burganlage in Gelnhausen bezogen. Es ist fraglich, ob eine ältere Vorgängeranlage der Pfalz Gelnhausen existierte. Der Sitz der Grafen wird eher in Hanglage oberhalb Gelnhausens vermutet und konnte bisher nicht nachgewiesen werden.
Mit hoher Wahrscheinlichkeit sind die Genannten nach 1158 ohne männliche Nachkommen verstorben. Eine erst 1217 anlässlich eines Streites um das Patronatsrecht der Bergkirche Niedergründau erwähnte Gräfin Gisela („Gisla comitissa“, ohne Ortsnamen) lässt sich genealogisch nicht einfügen. Das Erbe fiel zunächst an das Erzbistum Mainz, zu dem die Grafen als vielfache Zeugen von Urkunden offenbar gute Beziehungen unterhielten. Mainz verfügte im nördlichen Spessart und Kinzigtal in dieser Zeit über zahlreiche Besitzungen, auch die Gründung der Pfalz Gelnhausen durch Friedrich Barbarossa erfolgte zunächst auf mainzischem Besitz.
Das Aussterben der Grafen von Selbold-Gelnhausen fiel zeitlich mit dem Ende weiterer salischer Grafengeschlechter in der Wetterau und dem Rhein-Main-Gebiet, etwa den Grafen von Nürings 1175/1195 und den Grafen von Bernbach 1160 zusammen. Die Situation nutzten die staufischen Könige, um die Wetterau zum Reichsgut umzugestalten. Diese Politik manifestierte sich neben der Förderung der Reichsstadt Frankfurt am Main durch die Gründung weiterer Burgen und Reichsstädte wie Friedberg, Wetzlar und Gelnhausen. Als Verwalter fungierten nun stärker vom König abhängige Edelfreie wie die Herren von Münzenberg oder die Herren von Büdingen.

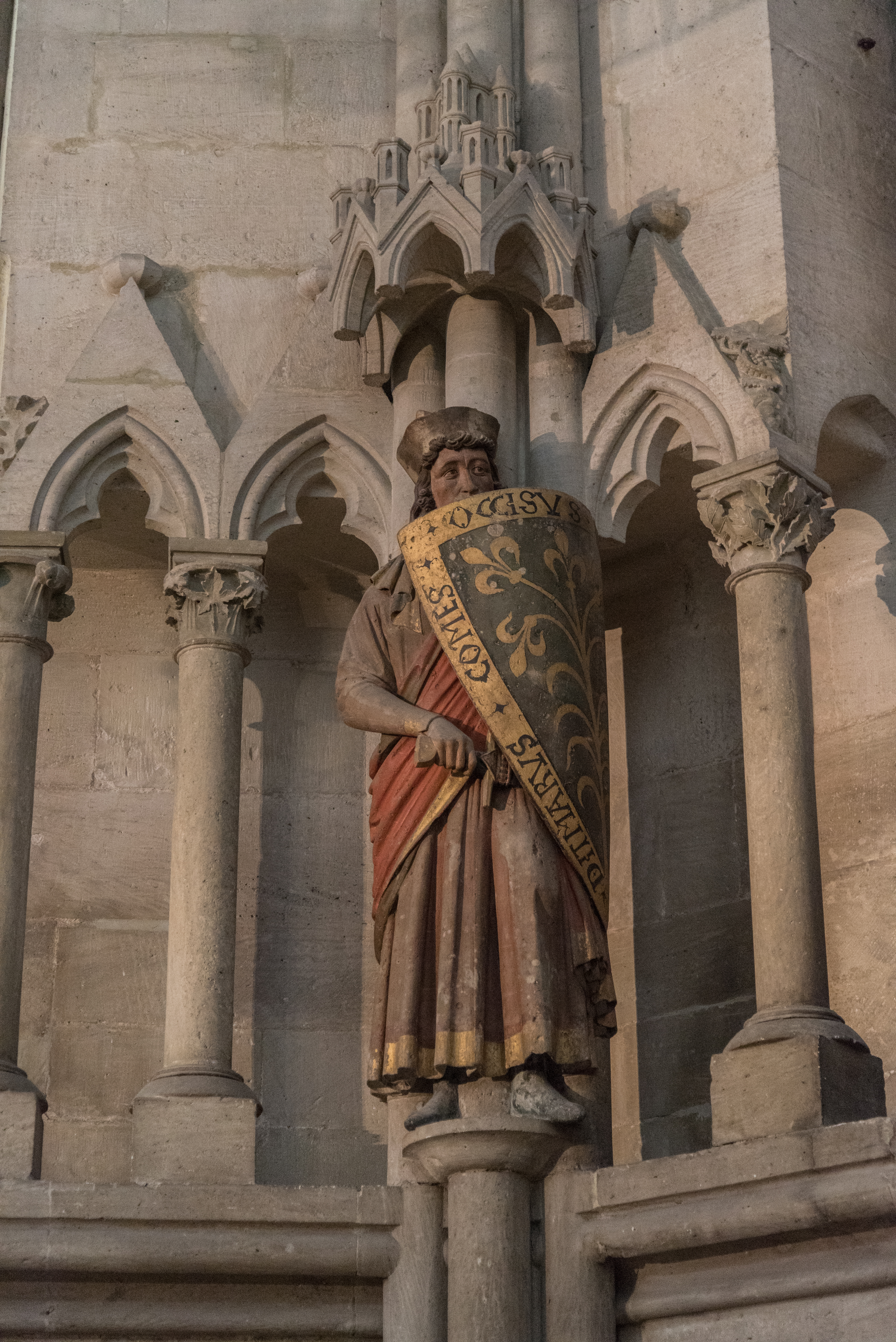
DITMARVS COMES OCCISVS – der erschlagene Graf Ditmar unter den Stifterfiguren im Naumburger Dom

## Genealogie
Die Zuordnung der Grafen von Selbold-Gelnhausen zu anderen Adelsgeschlechtern in der älteren Literatur wurde mangels sicherer Quellen in späterer Zeit zurückgewiesen. So gibt es keine Belege für eine Verwandtschaft mit den Herren von Büdingen oder die Annahme Gustav Simons, dass diese von den Grafen von Selbold-Gelnhausen das Gelnhausener Burggrafenamt erbten. Wilfried Schöntag verwies darauf, dass bei den Grafen von Formbach ebenfalls die Leitnamen Egbert und Dietmar gebräuchlich sind; auch für diese Herkunft gibt es keine genaueren Quellen. Zu dem in späterer Zeit belegten Ministerialengeschlecht der Herren von Selbold bestand ebenfalls keine Verwandtschaft.
Wolfgang Hartmann legte 2004 eine vielbeachtete These für die Herkunft der Grafen von Selbold-Gelnhausen vor. Demnach sei der Klostergründer Dietmar von Selbold identisch mit dem Grafen Ditmar, der unter den Stifterfiguren im Naumburger Dom als Gefallener der Schlacht am Welfesholz („DITMARVS COMES OCCISVS“) dargestellt ist. Dadurch ergäbe sich eine Abstammung Dietmars von den Reginbodonen und eine Verwandtschaft mit den Saargaugrafen und mit Erzbischof Adalbert I. von Mainz. Seine Beziehungen in den sächsisch-thüringischen Raum erklärten sich dadurch, dass seine Gattin Adelheid, für die er das Kloster Selbold stiftete, von den Ludowingern abstammte.